# Філідор рудий
Філідо́р рудий (Clibanornis rectirostris) — вид горобцеподібних птахів родини горнерових (Furnariidae). Мешкає в Бразилії і Парагваї.

## Опис

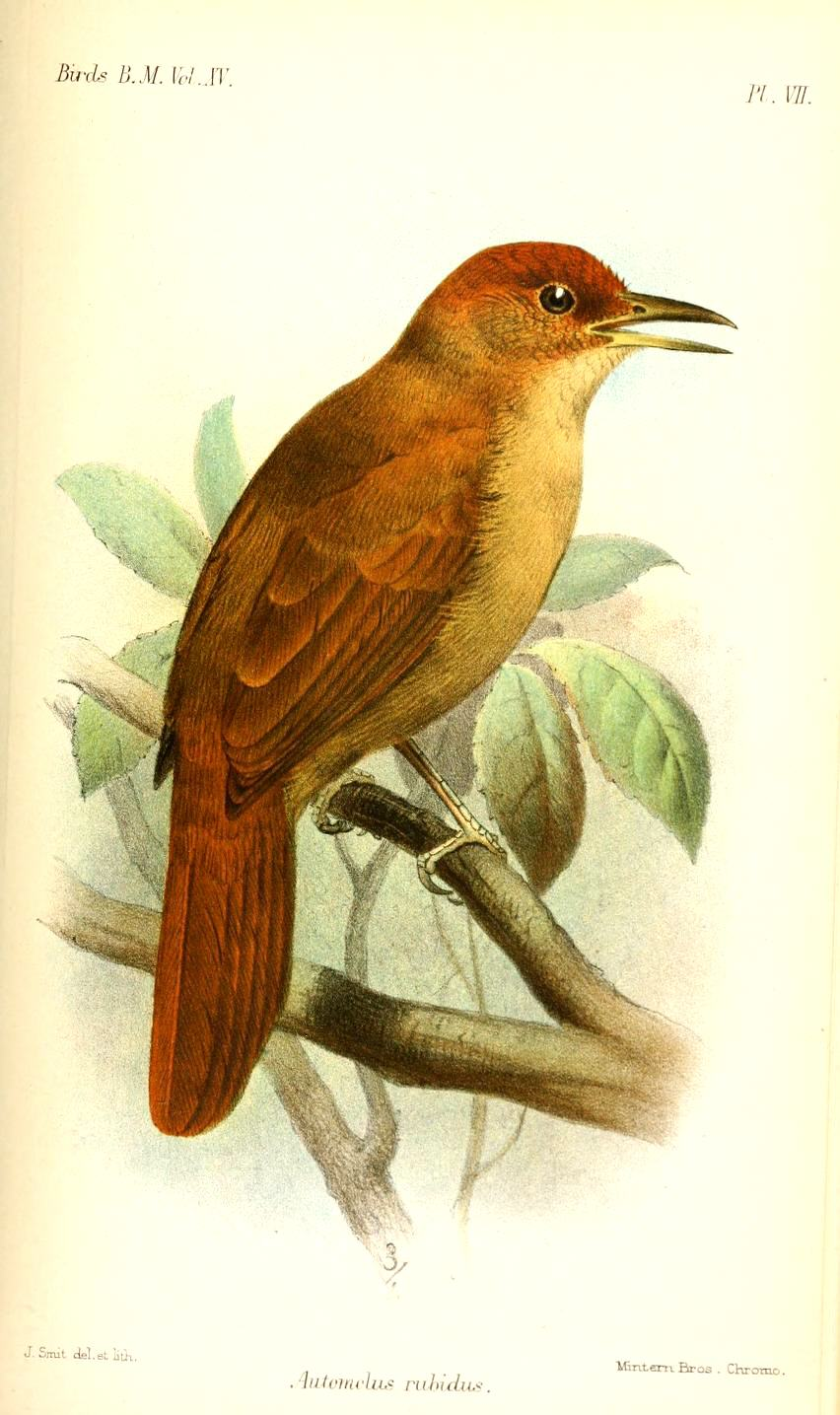
Рудий філідор

Довжина птаха становить 20-21 см, вага 44-51 г. Верхня частина тіла світло-коричнева, тім'я, потилиця, крила і хвіст рудувато-коричневі, нижня частина тіла охриста. Очі золотисто-жовті.

## Поширення і екологія
Руді філідори мешкають на півдні центральної Бразилії (від центрального Мату-Гросу, південного Гоясу і крайнього півдня Баїї до південно-західного Мінас-Жерайсу, крайнього сходу Сан-Паулу і північно-західної Парани), а також на сході Парагваю (Консепсьйон, Сан-Педро). Вони живуть в підліску галерейних, вологих і сухих тропічних лісів. Зустрічаються парами, на висоті від 200 до 1200 м над рівнем моря. Живляться переважно безхребетними. Гнізхдяться в норах.